# Cartilajul tiroid
Cartilajul tiroid este cel mai mare cartilaj al laringelui, format din două lame patrulatere, dispuse vertical, care se unesc pe linia mediană. În unghiul diedru format de lamele tiroidiene se inserează extremitatea interioară a corzilor vocale.

## Descriere
Este un cartilaj cu formă de carte deschisă posterior, această formă având rolul de a proteja structurile anatomice interne ale laringelui. Este cel mai mare cartilaj al laringelui și este alcătuit din două lame de formă patrulateră ce se unesc anterior. La bărbați, cele două lame fuzionează aproximativ la 90°, cartilajul tiroid fiind mai proeminent și purtând denumirea de „mărul lui Adam”. La femei această proeminență lipsește, fuziunea având loc la aproximativ 120°. La nivelul marginii superioare, cele două lame nu fuzionează complet, pe linia mediană identificându-se incizura tiroidiană. Pe fața posterioară, fiecare lamă are un corn superior și unul inferior. Cornul inferior se articulează cu fațeta corespunzătoare de la nivelul cartilajului cricoid, participând la formarea articulației crico-tiroidiene. Cornul superior este unit de marele corn al hioidului prin ligamentul lateral tirohioidian. La nivelul cornului superior al lamei tiroidiene se poate identifica o protuberanță ce poartă denumirea de tubercul superior.